# شعري صغير الأسنان
شعري صغير الأسنان أو سمكة الإمبراطور صغيرة الأسنان (الاسم العلمي Lethrinus microdon)، سمكة بحرية من سمك الإمبراطور وفصيلة أسماك الإمبراطور. لونها رمادي أو بني مع زعانف برتقالية أو شاحبة إلى حد ما. تعيش في المناطق المرجانية والقيعان الصخرية على أعماق تتراوح من 10 إلى 80 مترًا. توجد في المحيط الهادي والمحيط الهندي. يتم صيد هذه الأنواع تجاريًا وتعتبر من الأسماك الغذائية الممتازة.

## التوزيع
هذه النوع واسع الانتشار. وقد تم تسجيله في البحر الأحمر، الخليج العربي، بحر العرب، من شرق أفريقيا إلى سريلانكا، في جزر ريوكيو وكذلك بابوا غينيا الجديدة.